# 永平県
永平県（えいへい-けん）は中華人民共和国雲南省大理ペー族自治州に位置する県。

## 行政区画
下部に3鎮、1鎮、3民族郷を管轄する。
- 鎮
  - 博南鎮、杉陽鎮、竜街鎮
- 郷
  - 竜門郷
- 民族郷
  - 廠街イ族郷、水泄イ族郷、北斗イ族郷

## 交通

### 鉄道
- 中国国家鉄路集団
  - 大瑞線

### 道路
- 高速道路
  - 杭瑞高速道路
- 国道
  - G320国道